# Gardiner Means
Gardiner Coit Means (* 8. Juni 1896 in Windham (Connecticut), USA; † 15. Februar 1988 in Vienna (Virginia), USA) war ein US-amerikanischer Wirtschaftswissenschaftler, Regierungsberater und Autor.

## Leben
Während seines Studiums an der Harvard University meldete er sich 1917 freiwillig zum Kriegsdienst in der United States Army. Dort diente er zuerst als Leutnant bei der Infanterie und ging danach zum United States Army Signal Corps, der Einheit für Aufklärung und Nachrichtenübermittlung. Während seiner Ausbildung zum Flieger geriet sein einmotoriges Flugzeug über Long Island bei einer Flughöhe von ca. 600 Metern ins Trudeln. Durch geschicktes Manövrieren konnte er das Trudeln zwar nicht beenden, aber die Flugbewegungen so ausgleichen, dass er beim Aufprall der Maschine aus dem Rumpf herausgeschleudert wurde. Er überlebte ohnmächtig und lediglich mit ein paar blauen Flecken.
Means arbeitete nach dem Ersten Weltkrieg für die US-amerikanische Hilfsorganisation Near East Relief in der Türkei und studierte dann zwei Jahre lang an der Lowell Textile School, dem heutigen Lowell Technological Institute in Lowell (Massachusetts). Nach einigen Jahren als Angestellter von textilverarbeitenden Firmen ging er 1927 an die Harvard University zurück, wo er mit dem M.A. abschloss. Im gleichen Jahr heiratete er die Wirtschaftswissenschaftlerin und College-Professorin Caroline Farrar Ware. Die nächsten vier Jahre betrieb er Forschungen in den Wirtschaftswissenschaften an der Columbia Law School der Columbia University in Manhattan, New York City. In dieser Zeit promovierte er an der Harvard University. 1932 veröffentlichte er zusammen mit Adolf Augustus Berle sein erstes Werk The Modern Corporation and Private Property.
1933, kurz nach der Amtseinführung von Präsident Franklin D. Roosevelt, ging er als Berater des damaligen Landwirtschaftsministers Henry A. Wallace nach Washington, D.C., wo er auch für die National Recovery Administration beratend tätig war. In dieser Zeit war er als Anhänger der Institutionenökonomik einflussreich bei der Festlegung von Roosevelts Politik des New Deal. Zwei Jahre später wurde er Mitglied des National Planning Board und wurde danach für verschiedene Regierungsinstitutionen wie das Budget Bureau tätig. Für das National Resources Committee war er als verantwortlicher Direktor bei der Abfassung verschiedener Berichte zuständig.
1936 schrieb Means zusammen mit seiner Frau das Buch The Modern Economy in Action und widmete sich in den Folgejahren Forschungen für private Organisationen wie das Committee for Economic Development oder den Fund for the Republic.
Nach der Great Depression untersuchte Gardiner Means für das „Bureau of Labor Statistics“ zwischen 1935 und 1939 die Bewegung der Agrarpreise und Industriepreise, aus denen er einen Index der Preissensivität {\displaystyle PS} entwickelte. Er bildete aus den Listenpreisen der Jahre 1929 ({\displaystyle P_{29}}) und 1937 ({\displaystyle P_{37}}) einen durchschnittlichen Listenpreis, wodurch sich aus der Differenz zum Listenpreis des Depressionsjahres 1932 die Preissensivität ergab:
{\displaystyle PS=0,5(P_{29}+P_{37})-P_{32}}.
Means fand heraus, dass die untersuchten Preise wenig flexibel waren.
1962 veröffentlichte er das Buch Pricing Power and Public Interest, in welchem er schilderte, wie die Inflation in den USA der 1950er Jahre dadurch angeheizt wurde, dass zum Beispiel die Stahlpreise sechsmal schneller anstiegen als die Lohnkosten. Eine Folge dieser Veröffentlichung war die Einschränkung der Stahlpreise durch die US-Bundesregierung.
Means starb im Alter von 91 Jahren in seinem Haus nordwestlich von Washington D. C. Sein letztes Werk A Monetary Theory of Employment wurde postum 1994 veröffentlicht.

## Veröffentlichungen
- 1932: mit Adolf Augustus Berle: The Modern Corporation and Private Property.
  - Neuauflage 2002, 4. Auflage: Transaction Publishers, New Brunswick, ISBN 0-88738-887-6.
- 1936: mit Caroline F. Weare: The Modern Economy in Action. Harcourt, Brace and Co., New York City, USA.
- 1938: als Herausgeber für: United States National Resources Committee, Industrial Committee: Patterns of Resource Use. A Technical Report Prepared by the Industrial Section. United States Government Printing Office, Washington D. C.
- 1939: als verantwortlicher Direktor: The Structure of the American Economy, 2 Bände. United States National Resources Committee, United Staes Government Printing Office, Washington D. C.
- 1962: Pricing Power and the Public Interest.
- 1962: The corporate revolution in America.
- 1975: mit anderen: The Roots of Inflation: The International Crisis. B. Franklin, New York City, ISBN 0-891020365.
- 1994:  A Monetary Theory of Employment. M. E. Sharpe, Amonk, New York State, ISBN 1-563244772.